# دينيس ر. مارتن
كان العقيد دينيس ريتشارد مارتن (11 أكتوبر 1892 - 1970) باحثًا طوابعيًا بارزًا في القرن العشرين. بصفته باحثًا منهجيًا وكاتبًا غزير الإنتاج، ألقى مارتن الضوء على بعضٍ من أصعب المواضيع، ووضع معيارًا رفيعًا لدراسة طوابع البريد والتاريخ البريدي للهند وبورما.
وباعتباره ضابطًا نظاميًا في الجيش البريطاني في سلاح المهندسين الملكي، وصل مارتن إلى الهند أثناء الحرب العالمية الأولى وسافر في جميع أنحاء شبه القارة الهندية خلال العشرين عامًا التالية.

## هواية جمع الطوابع
تضمنت مجموعة مارتن موادًا تاريخية بريدية من القوة الميدانية الفارسية، والحملات الحبشية، وموانئ المعاهدة، وهي الآن ضمن مجموعة حكومة الهند.
كان عضوًا في دائرة دراسة الهند.

## الجوائز
- زميل في الجمعية الملكية لهواة جمع الطوابع بلندن (FRPSL).
- ميدالية كروفورد عن "طوابع الهند الحجرية الأربعة آنات، 1854-1855"، 1932.
- وقّع على قائمة هواة جمع الطوابع المتميزين عام 1939.

## من مؤلفاته
- Half Anna Lithographed Stamps of India. 1928. (With E.A. Smythies)
- The Four Annas Lithographed Stamps of India, 1854-55. London: Philatelic Society of India and Stanley Gibbons, 1930. (With E.A. Smythies)
- Five appendices in L. E. Dawson, The One Anna and Two Annas Postage Stamps of India, 1854-55. Philatelic Society of India, H. Garratt-Adams & Co. and Stanley Gibbons, Ltd., London (1948): Die I, A Stone, No. 7 - p. 66; Die I, B Stone, Nos. 2, 28 and 64 - p. 67; India, 1854. Pin Perforated - p. 73; One Anna, 1854, Numbers Printed - p. 75; and The Two Annas, 1854, Some Problems - p. 81..
- Pakistan Overprints on Indian Stamps, 1948-49, London: Robson Lowe, 1959.
- The Second Afghan War. 1961.
- The Bombay-Karachi Sea Post Office. 1963. (With G.C. Danby)
- Indian Travelling Post Offices 1864-1891. London: Robson Lowe, 1969. First printed in The Philatelist.
- Numbers in Early Indian Cancellations, London: Robson Lowe, 1970.
- Burma Postal History, Including the 1987 Supplement. London: Robson Lowe, 1971. (With Gerald Davis)
- Overseas Letter Postage from India 1854-1876. 1975. (editor with Neil Blair)